# 江和 (隆慶進士)
江和（1542年—？），字民貴，號一山，江西南昌府進賢縣人，民籍，明朝政治人物。

## 生平
嘉靖四十三年（1564年）甲子科江西鄉試第三十二名舉人。隆慶五年（1571年）中式辛未科會試第七十二名，三甲第二百二十八名進士。吏部觀政，初授淳安县知县，六年九月调任钱塘县知县，萬曆二年（1574年）致仕。

## 家族
曾祖江正洪；祖父江朝興；父江汲，母侯氏；前母楊氏。具庆下。弟江穆。